# Макдермотт, Эндрю
Эндрю «Мак» Макде́рмотт (англ. Andrew «Mac» McDermott) (26 января 1966, Дарем — 3 августа 2011) — британский музыкант. Известен как бывший вокалист прогрессив-метал группы Threshold, также был вокалистом группы Sargant Fury.

## Биография
Эндрю Макдермотт родился 26 января 1966 года в Дареме на северо-востоке Великобритании. Сначала МакДермотт выступал в клубах северного побережья Англии, будучи участником таких коллективов, как Harvest, Renegade, Eliminator и Mr.President. Позднее перебрался в Германию, чтобы стать вокалистом хард-рок группы Sargant Fury. Эта команда выпустила три альбома, после чего группа распалась, и в 1998 году Макдермотт присоединился к группе Threshold.
В 2003 году Виланд Хофмейстер (фанат группы Threshold) предложил Макдермотту поиграть в группе Yargos. Вместе с Макдермоттом они записали альбом To Be or Not to Be (2005).
После записи альбома Dead Reckoning в 2007 Эндрю МакДермотт покинул Threshold и стал участником групп Swampfreaks и Powerworld. С первой из них он в записал два альбома (EP Swampfreaks в 2009 и www.com в 2011), со второй — альбом Human Parasite (2010). Оставаясь вокалистом Powerworld и Swampfreaks, Макдермотт записал также второй альбом Yargos Magical Karma (2012).
Скончался 3 августа 2011 года  от почечной недостаточности, пробыв перед этим четыре дня в коме.

## Дискография

### Sargant Fury
- 1991: Still Want More
- 1993: Little Fish
- 1995: Turn the Page

### Threshold
- 1998: Clone
- 1999: Decadent
- 2001: Hypothetical
- 2002:
  - Concert in Paris
  - Critical Mass
- 2003: Wireless: Acoustic Sessions
- 2004:
  - Critical Energy
  - Subsurface
  - Replica
- 2006: Surface to Stage
- 2007: Dead Reckoning

### Yargos
- 2005: To Be Or Not to Be
- 2009: Magical Karma

### Swampfreaks
- 2009: CD EP Swampfreaks